# Ceneselli
Ceneselli ist eine italienische Gemeinde (comune) mit 1550 Einwohnern (Stand 31. Dezember 2023) in der Provinz Rovigo, Region Venetien. 

## Geographie
Die Gemeinde liegt etwa 33,5 Kilometer westsüdwestlich von Rovigo in der Polesine.

## Geschichte
1893 wurde hier die Sozialistische Partei Italiens (Partito Socialista Italiano) gegründet.

## Verkehr
Durch die Gemeinde führt die frühere Strada Statale 482 Alto Polesana (heute eine Regionalstraße) von Mantua nach Badia Polesine.